# (175726) Borda
Pour les articles homonymes, voir Borda.
(175726) Borda est un astéroïde de la ceinture principale.

## Description
(175726) Borda est un astéroïde de la ceinture principale. Il fut découvert le 29 août 1997 à Dax par Philippe Dupouy et Frédéric Maréchal. Il présente une orbite caractérisée par un demi-grand axe de 2,58 UA, une excentricité de 0,20 et une inclinaison de 3,3° par rapport à l'écliptique.

## Compléments